# Glenn Morshower
Glenn Morshower (Dallas, 24 april 1959) is een Amerikaans acteur.
Morshower werd geboren in Dallas in de Amerikaanse staat Texas. Hij begon zijn acteercarrière op 17-jarige leeftijd. In al die jaren speelde hij zowel kleine rolletjes in kleine producties als rollen in grote kaskrakerfilms. Vaak speelt hij een militair of een geheim agent.
Morshower had kleine rolletjes in diverse televisieseries, waaronder The Dukes of Hazzard, Matlock, Quantum Leap, Star Trek: The Next Generation, NYPD Blue, The X-Files, Millennium, Babylon 5, Star Trek: Voyager, King of the Hill, Buffy the Vampire Slayer, JAG, Alias, Star Trek: Enterprise, Crossing Jordan, Deadwood, ER, NCIS, The Closer, Bones en Full House. Morshower is wellicht het meest bekend van zijn rol als beveiligingsagent Aaron Pierce in de Amerikaanse televisieserie 24. Morshower is de enige acteur naast Kiefer Sutherland die in alle zes seizoenen te zien was.
Morshower was te zien in drie Star Trek-televisieseries en had ook een rol in de zevende Star Trekfilm Star Trek: Generations. Ook is hij regelmatig te zien in The West Wing en CSI: Crime Scene Investigation. Die laatste serie verliet Morshower vanwege tijdgebrek door zijn rol in 24. Hij speelde tot nu toe in drie films van Michael Bay, Pearl Harbor, The Island en Transformers, alle drie zeer bekende grote films.
Morshower is getrouwd en heeft twee kinderen. Hij is goed bevriend met voormalig 24-acteur Dennis Haysbert, die de rol van president David Palmer speelde.

## Filmografie
- Battlefield 3 (2011) ... Generaal Morshower (stem)
- X-Men: First Class (2011) ... Kolonel Hendry
- Transformers: Dark of the Moon (2011) ... Generaal Morshower
- Lie to Me (2010).... Kolonel Gorman
- The Crazies (2010).... Geheime dienst officier
- The Men Who Stare at Goats (2009).... Majoor-generaal Holtz
- Call of Duty: Modern Warfare 2 (2009) .... Opperheer (stem)
- Transformers: Revenge of the Fallen (2009) .... Generaal Morshower[1]
- Grizzly Park (2008).... Boswachter Bob
- Call of Duty 4: Modern Warfare (2007) .... Baseplate (stem)
- Friday Night Lights (2007) .... Mr. Clark
- Chronicle of Purgatory: The Waiter (2007) .... Nigel Hamilton
- Transformers (2007) ... Kolonel Sharp
- Shroud of Echoes (2006) .... Ryan
- The Island (2005)
- Hostage (2005) .... Luitenant Leifitz
- The Last Shot (2004) .... Agent McCaffrey
- Good Night, and Good Luck (2005)... Kolonel Anderson
- The Core (2003)... FBI-agent
- Blood Work (2002) .... Kaptein
- Black Hawk Down (2001)... Luitenant-kolonel Tom Matthews
- Pearl Harbor (2001)... Admiraal William Halsey, Jr.
- Godzilla (1998)... NSA-agent Kyle Terrington
- Air Force One (1997) ... Beveiligingsagent
- The River Wild (1994)... een politieagent
- Under Siege (1992)... Vaandrig Taylor
- 84C MoPic (1990)
- Drive-In (1976) .... Orville Hennigson